# Pedicularis tsarungensis
Pedicularis tsarungensis är en snyltrotsväxtart som beskrevs av Hui Lin Li. Pedicularis tsarungensis ingår i släktet spiror, och familjen snyltrotsväxter. Inga underarter finns listade i Catalogue of Life.